# David Piper (Kunsthistoriker)
David Towry Piper CBE (* 21. Juli 1918; † 29. Dezember 1990 in Wytham bei Oxford, England) war ein britischer Kunsthistoriker, Museumsdirektor und Autor.

## Leben
Piper diente im Zweiten Weltkrieg für Großbritannien in der Armee des Kaiserreichs Indien und geriet für drei Jahre in japanische Kriegsgefangenschaft. Mit dieser Zeit befasst sich sein Roman Trial by Battle aus dem Jahre 1959. Nach Abschluss seiner Studien fand er 1946 Anstellung bei der National Portrait Gallery in London, deren Direktor er in den Jahren 1964 bis 1966 war. Im Jahre 1966 war er für ein Jahr der Slade Professor of Fine Art an der Oxford University. Anschließend leitete er bis 1972 das Fitzwilliam Museum Cambridge und ging dann in der Zeit von 1973 bis 1985 nach Oxford als erster Direktor des Ashmolean Museum.
Piper schrieb neben seinen kunstgeschichtlichen Werken auch Romane unter dem Pseudonym Peter Towry. Er litt vor seinem Tode an einem Lungenemphysem. Seine Hinterbliebenen waren seine Frau Anne, ein Sohn und drei Töchter.
Er trug auch zu der Fernsehserie 1000 Meisterwerke bei: Er verfasste Beiträge zu Gemälden von Pieter Brueghel der Ältere, Annibale Carracci, Antonio da Correggio, Piero della Francesca, Vincent van Gogh,  Matthias Grünewald, Rembrandt, Raffael, Tizian, Jan Vermeer. Diese Texte wurden auch in den Begleitbüchern der Serie abgedruckt, werden sporadisch auf 3sat, ZDFkultur und Planet wiederholt und sind heute auf den DVD-Veröffentlichungen verfügbar (siehe 1000 Meisterwerke#Literatur).

## Ehrungen und Auszeichnungen
- 1967 bis 1973: Fellow des Christ’s College (Cambridge)
- 1978: Commander of the British Empire

## Veröffentlichungen
- 1953: Pseudonym Peter Towry: It's Warm Inside. Chatto and Windus, London.
- 1957: The English Face
  - 1998: revidierte Neuauflage: National Portrait Gallery, London, ISBN 1-85514-008-X.
- 1959: Trial by Battle, Roman.
- 1960: Painting in England 1500–1870.
  - 1965: veränderte Auflage und Titel: Painting in England 1500–1880. Pelican Book, Penguin Books, Harmondsworth, Middlesex, England.
- 1963: Catalogue of Seventeenth-Century Portraits in the National Portrait Gallery 1625–1714, Cambridge University Press, Cambridge, England.
- 1964: The Companion Guide to London.
  - 1966: ins Deutsche übertragen und herausgegeben von Peter de Mendelssohn: London: ein Führer. Prestel, München. Aktualisiert: Prestel, München 1990, ISBN 3-7913-1112-3.
- 1965: Trial by Battle. Chilmark Press, New York City.
  - 1966 und 1967: Trial by Battle, revidierte Auflage, mit einem Vorwort von Frank Kernwade. Collins, London.
- 1971: London, Special Photography by Edwin Smith. Thames and Hudson, London.
  - 1972: deutsch von Gertrud Mander: London. Reihe: Buchers Reiseführer zu den Zentren der Kultur. Bucher, Luzern,/Frankfurt am Main, ISBN 3-7658-0158-5.
- 1975: als Herausgeber: The Genius of British Painting, Weidenfeld & Nicolson, London, ISBN 0-297-76866-2.
- 1980: Kings and Queens of England and Scotland. Faber, London, ISBN 0-571-11560-8.
- 1982: Artists' London. Oxford University Press, Oxford, England, ISBN 0-19-520392-5.
- 1985: als Herausgeber: The Joy of Art, ISBN 0-600-55841-X.
  - 1993: deutsch von Christine Götz, zuletzt mit dem Titel: Erlebnis Malerei: Bilder genießen und verstehen. Swan, Kehl, ISBN 3-89507-201-X.
- 1988: als General Editor: Dictionary of Art and Artists, Collins, London, ISBN 0-00-434358-1.
- 1998: I am well, who are you?, Selbstverlag: Anne Piper, Witham, Oxfordshire, England, ISBN 0-9532123-0-0.
- 2004: The Illustrated History of Art. Bounty Books, ISBN 978-0-7537-0908-5.